# Togtoh

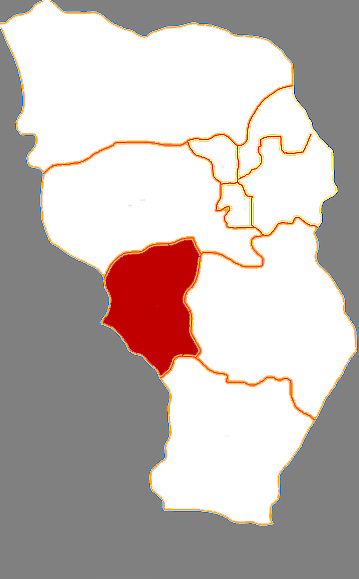
Lage Togtohs in Hohhot

Der Kreis Togtoh (chinesisch 托克托县, Pinyin Tuōkètuō Xiàn; mongolisch ᠲᠣᠭᠲᠠᠬᠤ ᠰᠢᠶᠠᠨ Toɣtaqu siyan), gehört zum Verwaltungsgebiet der bezirksfreien Stadt Hohhot, der Hauptstadt des Autonomen Gebietes Innere Mongolei in der Volksrepublik China. Er hat eine Fläche von 1.313 km² und zählt rund 200.000 Einwohner. Sein Hauptort ist die Großgemeinde Shuanghe (双河镇).